# Teodoro Fernández
Teodoro Fernández Meyzán, ou simplesmente Lolo, (San Vicente de Cañete, 20 de maio de 1913 — Lima, 17 de setembro de 1996) foi um futebolista peruano que atuou como atacante. É considerado por muitos como o melhor jogador e ídolo de todos os tempos do futebol peruano. O seu irmão Arturo Fernández Meyzán era o também futebolista.
A primeira conquista peruana, a do Campeonato Sul-Americano 1939, aconteceu em casa, em Lima, sob o comando do técnico inglês Jack Greenwell e com os gols do Teodoro “Lolo” Fernández, que brilhou e terminou como artilheiro do torneio com sete gols.
Foi o primeiro título continental dos incaicos.
Foi um dos selecionados do Peru e do Chile que formaram o chamado Combinado del Pacífico, formado por jogadores de futebol dos clubes Alianza Lima, Atlético Chalaco, Colo-Colo e Universitario de Deportes, que entre setembro de 1933 e março de 1934 jogaram 39 amistosos na Europa, sendo o artilheiro com 48 gols.
Em 1952, o Universitario de Deportes inaugurou seu próprio estádio com o nome de Lolo Fernández, sendo um caso único no futebol peruano e sul-americano: um recinto esportivo que leva o nome de um jogador de futebol ativo. Nesse mesmo ano recebeu os Laureles Esportivos e em 2012 tornou-se membro do Hall da Fama do Esporte Peruano.

## Carreira

### Universitario de Deportes
Depois de passar quase toda a infância em Cañete, aos 16 anos foi enviado para a cidade de Lima para continuar seus estudos.Em Lima foi recebido por seu irmão Arturo Fernandéz, que naqueles anos era jogador do Ciclista Lima. Devido às suas grandes atuações como zagueiro, Arturo foi contratado pelo Universitario de Deportes. Algum tempo depois, Arturo ajudou seu irmão Teodoro, levando-o para passar nos testes do clube, devido ao seu talento, Teodoro não teve problemas e foi incluído no elenco.
Teodoro estreou no Universitario em 29 de novembro de 1931, em partida internacional contra o Magalhães do Chile. Jogou como lateral-direito (seu irmão José jogava no centro), nessa partida fez o gol da vitória da "U". Sua estreia em partida oficial aconteceu em 26 de junho de 1932, contra o Sportivo Unión. Em 10 de julho do mesmo ano, ele marcou seis gols na vitória por 8 a 0 sobre o Circolo Sportivo Italiano.

## Títulos
Club Universitario de Deportes
- Campeonato Peruano: 1934, 1939, 1941, 1945, 1946 e 1949

Seleção Peruana
- Jogos Bolivarianos: 1938
- Campeonato Sul-Americano: 1939[10]